# Grignan-les-adhémar
Le grignan-les-adhémar est l'une des AOC faisant partie du vignoble de la vallée du Rhône. Son terroir s'étend au sud de Montélimar sur les garrigues et les contreforts du Tricastin. Grignan-les-adhémar est depuis 2010 la nouvelle appellation des « coteaux du Tricastin ».

## Histoire

### Antiquité
À l’époque augustéenne, dans la Provincia, est fondée la « Colonia Julia Augusta Tricastinorum ». 
Sur ordre de Vespasien, en 77, le territoire d’Orange, alors cité du Tricastin, est cadastré. Le cadastre B, le plus complet, couvre la partie septentrionale d’Orange, c’est-à-dire l’actuel Tricastin. Sur certaines parcelles, l’inscription TRIC RED (tricastinis redditarei publicae) signale les terres et les vignes que les autorités rendirent aux Tricastini. 

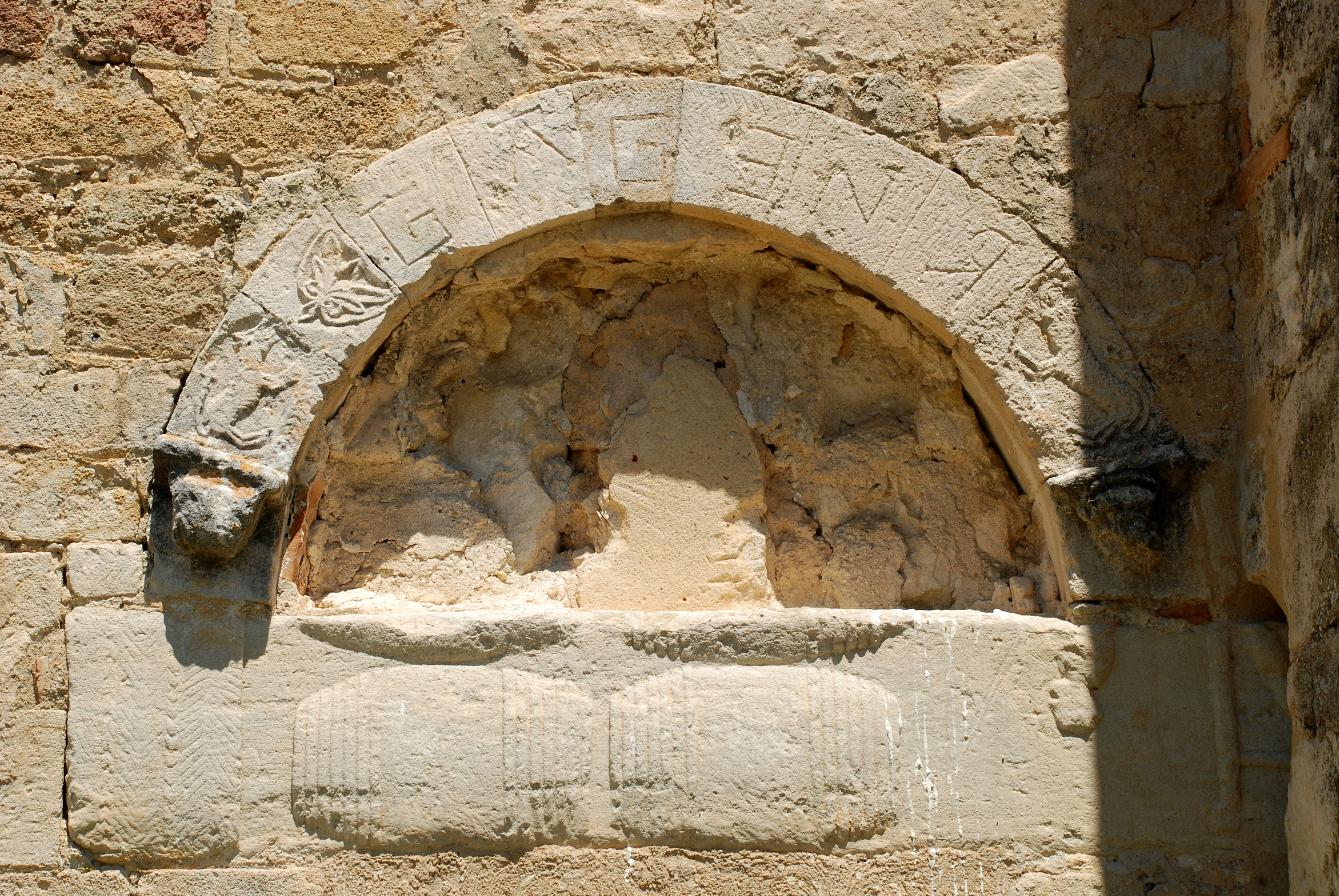
Les quatre tonneaux de Saint-Pierre-de-Colonzelle.

La plus importante unité viti-vinicole de l'antiquité, la villa du Mollard a été mise au jour au sud de Donzère. Elle s’étendait sur deux hectares. L’entrepôt des vins de 70 x 15 m contenait deux travées abritant 204 dolia. L’exploitation a été datée entre 50 et 80 de notre ère. 
Il ne fait aucun doute que tout ou partie de sa production fut expédiée par le Rhône en tonneaux, à l’exemple de la scène représentée sur la stèle de Colonzelle (Ier siècle) toute proche. Située sur le porche d’un prieuré clunisien, elle représente le levage de quatre tonneaux et leur embarquement sur un navire marchand.

### Moyen Âge

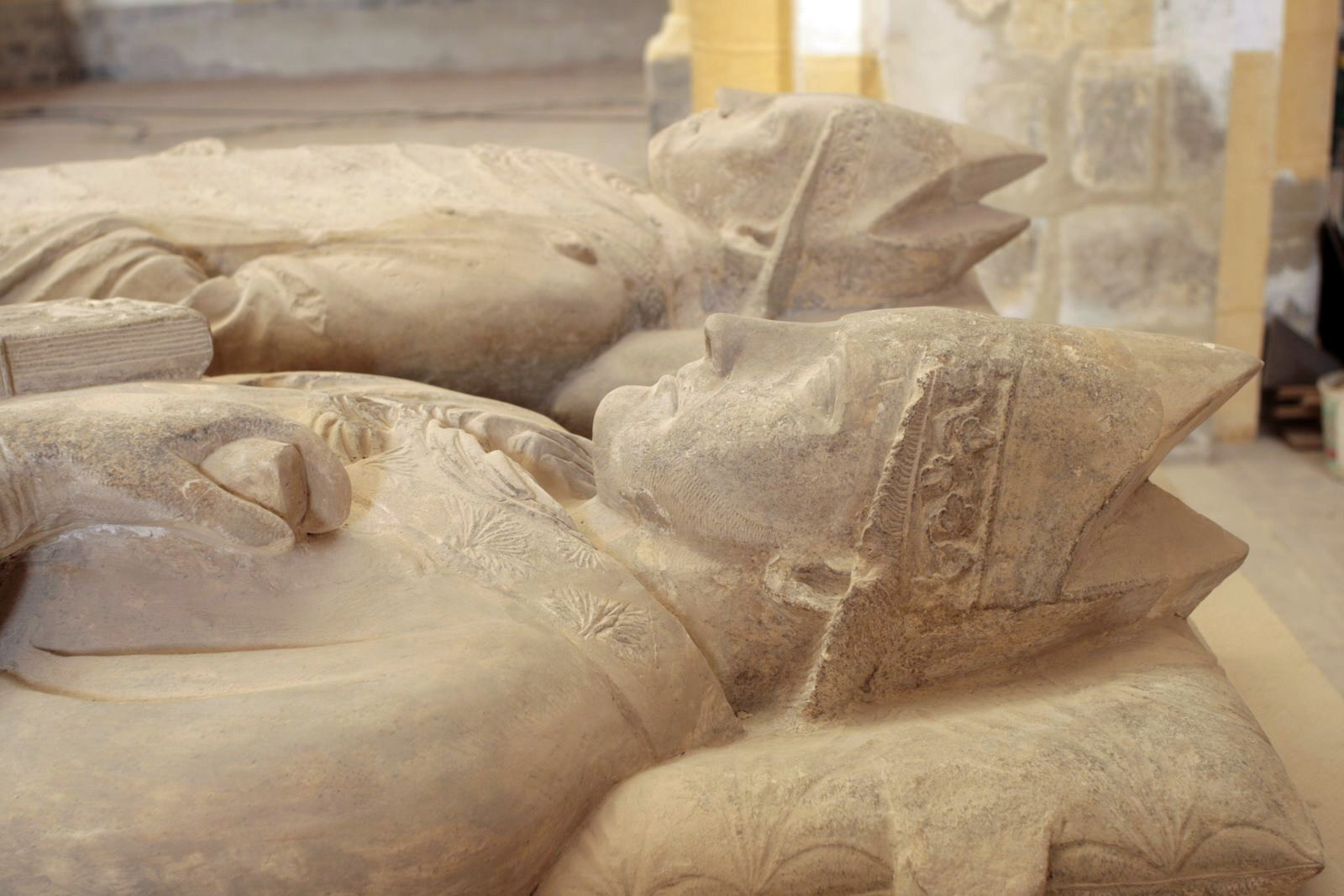
Tombeaux de Dom Mayeul et Dom Odilon, son successeur à Cluny, dans l'église de Souvigny.

En 680, l’abbé Lambert de Fontenelle quitte sa charge pour devenir archevêque de Lyon. Huit ans plus tard, le prélat fonde à Donzère un monastère qui replante l’antique vignoble. 
Le Xe siècle va être celui de Cluny. En 954, l’abbaye reçoit des Adhémar des « villae », avec leurs vignes, champs et bois, situées dans le Tricastin. En 958, Conrad le Pacifique cède à Cluny l’abbaye de Saint-Amand de Clansayes, près de Montségur-sur-Lauzon. Cette donation est confirmée, un an plus tard, par le roi Lothaire. 
En 993, tandis que la « villa Sancti Restituti » (Saint-Restitut) augmente la manse viticole du siège épiscopal du Tricastrinus, le comte Lambert d’Adhémar donne à dom Maïeul, abbé de Cluny, des  « villæ » avec leurs vignes dans le terroir du Tricastin. 

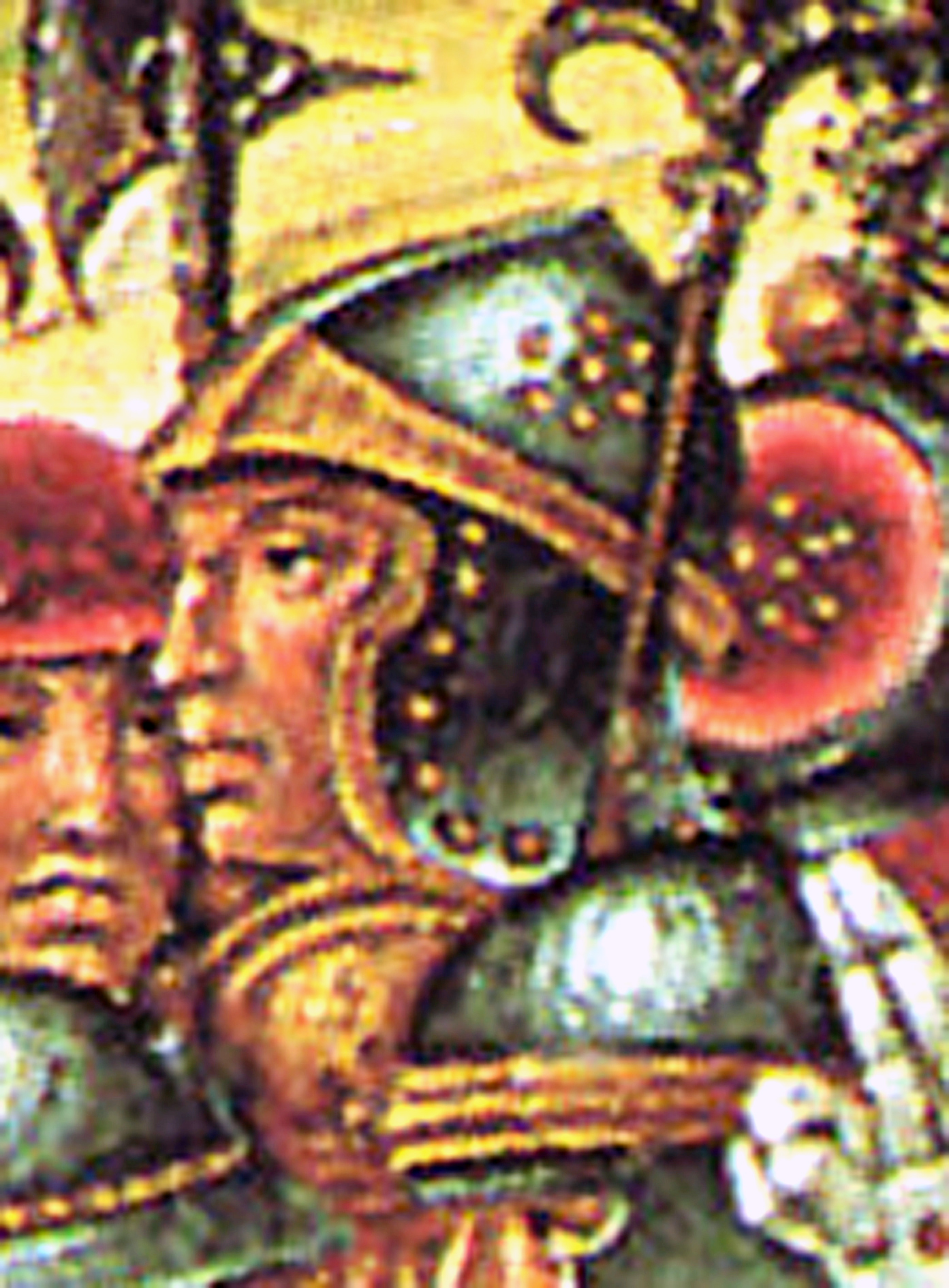
Raymond de Turenne, par Girolamo di Benvenuto, fresque de l’Ospedale Santa-Maria della Scala à Sienne.

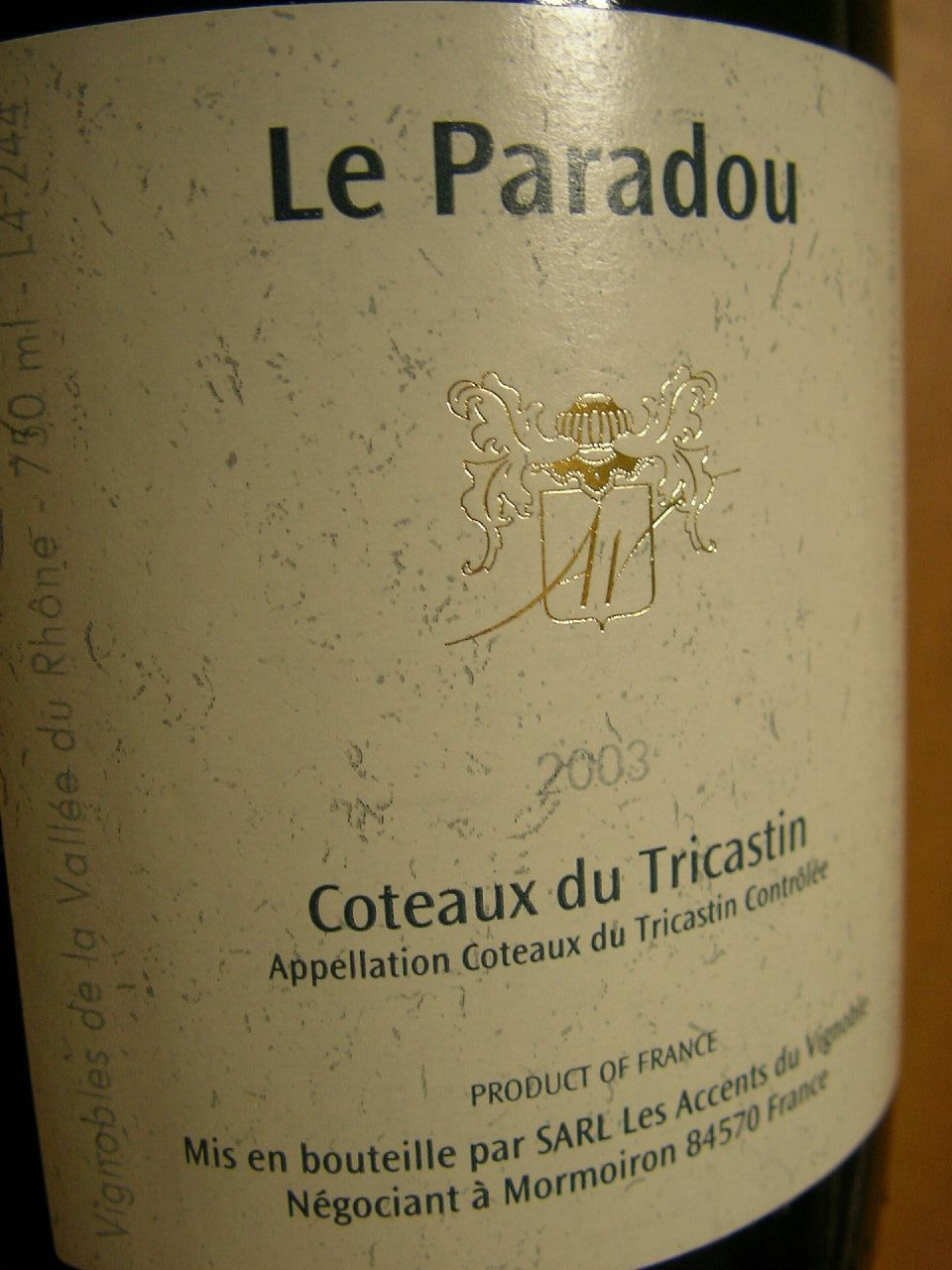
Étiquette Coteaux du Tricastin.

Au XIIe siècle, les Princes d’Orange édifient le château de Suze-la-Rousse ; ce château est aujourd’hui le siège de l’Université du vin. 
Lors de sa guerre en Valdaine, le 5 janvier 1392, Raymond de Turenne fait déposer à Valence une plainte contre la ville de Montélimar. Il accuse le Conseil de la Ville d’avoir saisi un convoi lui appartenant. Il réclame l’annulation de cette prise et qu’on lui rende ses dix-neuf mulets chargés de blé, de fromages et de « vin de benne ». 
Ce « vin de benne » prouvait pourtant que ce convoi avait une origine douteuse. Ce type de vin était obtenu par récupération du jus lors du transport des « tombadou » (bennes à vendange) au seigneur décimateur. Il coulait par saignée – méthode utilisée pour obtenir actuellement des vins rosés – et était recueilli par les paysans grâce à des seaux judicieusement placés. Il était encore appelé « vin couladou ».

### Période moderne
La marquise de Sévigné, qui vécut longtemps, auprès de sa fille à Grignan, comparait les raisins du terroir à « des grains d’ambre qui vous feraient fort bien tourner la tête si vous en mangiez sans mesure ».

### Période contemporaine
Reconnus en AO-VDQS le 19 mars 1964, ces vins bénéficient d’une appellation d’origine contrôlée depuis le 27 juillet 1973.
S'estimant handicapés par la petite taille de leur vignoble et souffrant de la confusion avec la centrale nucléaire du Tricastin, les vignerons du Tricastin ont demandé l'autorisation de rebaptiser "grignan-les-adhémar" leur appellation. Ils l'ont obtenue, à titre exceptionnel, le mercredi 9 juin 2010. L'AOC existait depuis 1973, tandis que le complexe nucléaire a été implanté à partir de 1974.

## Situation géographique

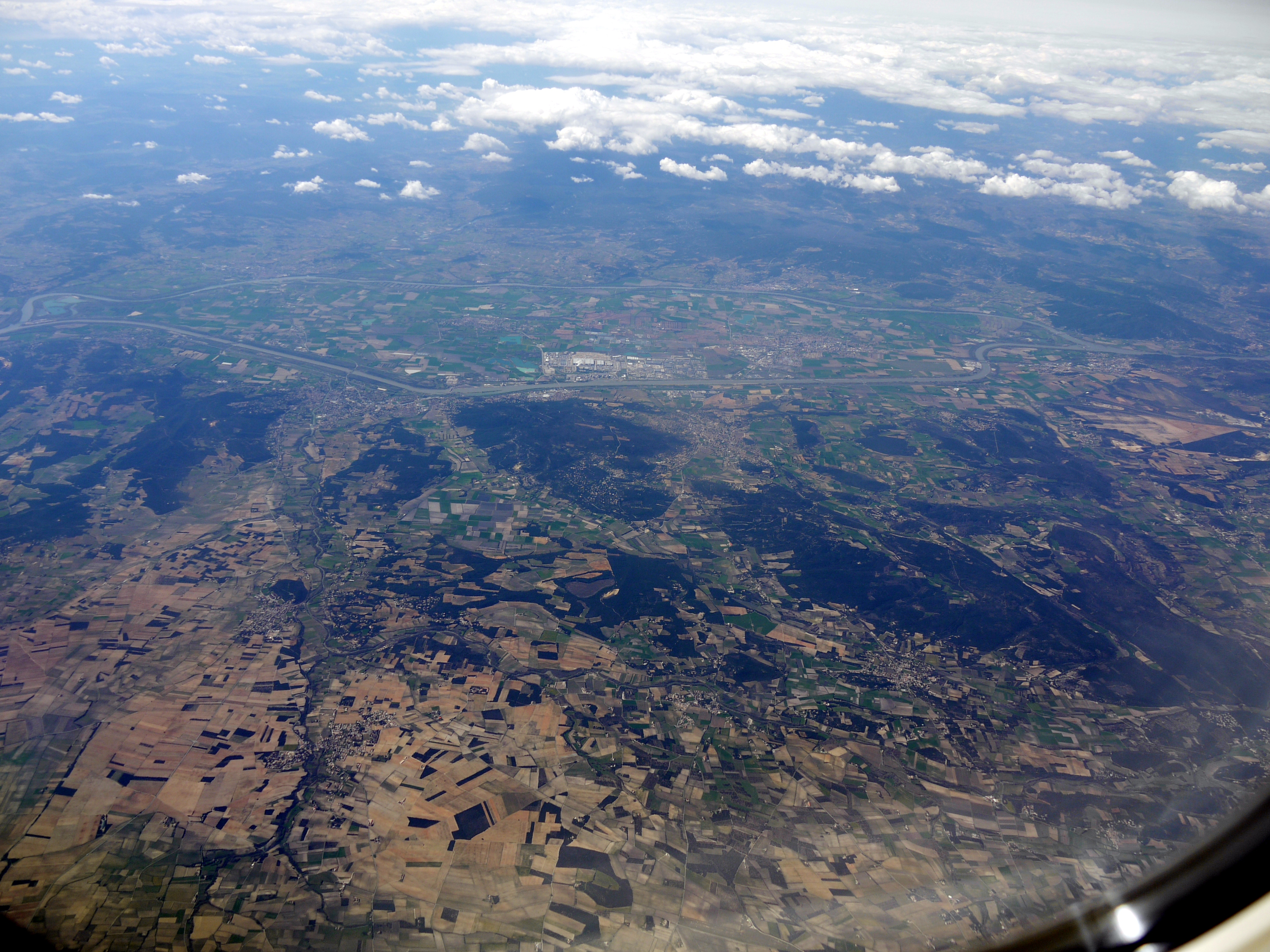
Vue aérienne du vignoble de grignan-les-adhémar.

### Orographie
Ce terroir viticole s'étend du pied du Baronnies à la vallée du Rhône. Il est établi sur différents petits massifs et vallées structurant la plaine du Tricastin, partie de la Drôme provençale. Le vignoble fait le lien entre la vallée du Rhône et les collines sédimentaires qui s’adossent au massif des Préalpes du sud..

### Géologie
Le sous-sol est composé de couches argilo-calcaires ou sablonneuses.

### Climat
Le climat du Tricastin est un climat que l'on peut qualifier de type méditerranéen avec un net renforcement du mistral en hiver et une sécheresse particulièrement affirmée pendant l'été. Les hivers sont cependant de manière générale plus doux que dans le nord de la Drôme et de l'Ardèche mais plus frais qu'en Provence où l'on peut noter une différence de deux à trois degrés en moyenne. Les températures peuvent donc être très chaudes pendant l'été et les averses brutales, la vallée du Tricastin étant située entre le Piémont Cévenol (Gard - Ardèche) et le Nyonsais-Baronnies (Drôme - Vaucluse)
Au sud du défilé de Donzère, le climat de la vallée du Rhône qui domine dans ce terroir viticole est méso-méditerranéen avec renforcement du mistral et une sécheresse d'été plus affirmée. Les hivers sont plus doux que dans le nord du département. La température moyenne est de 5 °C en janvier et de 23 °C en juillet. Le climat de ce terroir est soumis à un rythme à quatre temps : deux saisons sèches (une brève en hiver, une très longue et accentuée en été), deux saisons pluvieuses, en automne (pluies abondantes et brutales) et au printemps. Sa spécificité est son climat méditerranéen qui constitue un atout :
- Le mistral assainit le vignoble
- La saisonnalité des pluies est très marquée
- Les températures sont très chaudes pendant l'été.

| Mois                                                             | Janv | Fév  | Mars | Avr  | Mai  | Juin | Juil | Août | Sept | Oct  | Nov  | Déc  | Année |
| ---------------------------------------------------------------- | ---- | ---- | ---- | ---- | ---- | ---- | ---- | ---- | ---- | ---- | ---- | ---- | ----- |
| Températures maximales moyennes (°C)                             | 8    | 10   | 15   | 17   | 22   | 26   | 29   | 29   | 24   | 19   | 12   | 9    | 17,3  |
| Températures minimales moyennes (°C)                             | 2    | 3    | 5    | 7    | 11   | 15   | 17   | 17   | 14   | 11   | 6    | 3    | 9,3   |
| Températures moyennes (°C)                                       | 4    | 6,5  | 10   | 12   | 16,5 | 20,5 | 23   | 23   | 19   | 15   | 9    | 5,5  | 13,3  |
| Moyennes mensuelles de précipitations (mm)                       | 41,8 | 27,5 | 27,2 | 60,9 | 49,9 | 33,2 | 33,3 | 29,1 | 68,5 | 92,3 | 68,7 | 40,9 | 573,3 |
| Source : Données climatologiques de Valréas (Vaucluse) 2000-2007 |      |      |      |      |      |      |      |      |      |      |      |      |       |

## Vignoble

### Présentation
Les communes pouvant produire cette AOC sont :
Allan (Drôme), La Baume-de-Transit, Béconne, Chamaret, Chantemerle-lès-Grignan, Châteauneuf-du-Rhône, Clansayes, Colonzelle, Donzère, Grignan, La Garde-Adhémar, Les Granges-Gontardes, Malataverne, Montségur-sur-Lauzon, Réauville, La Roche-Saint-Secret, Roussas, Salles-sous-Bois, Saint-Paul-Trois-Châteaux, Saint-Restitut, Solérieux et Valaurie.

### Terroirs et vins

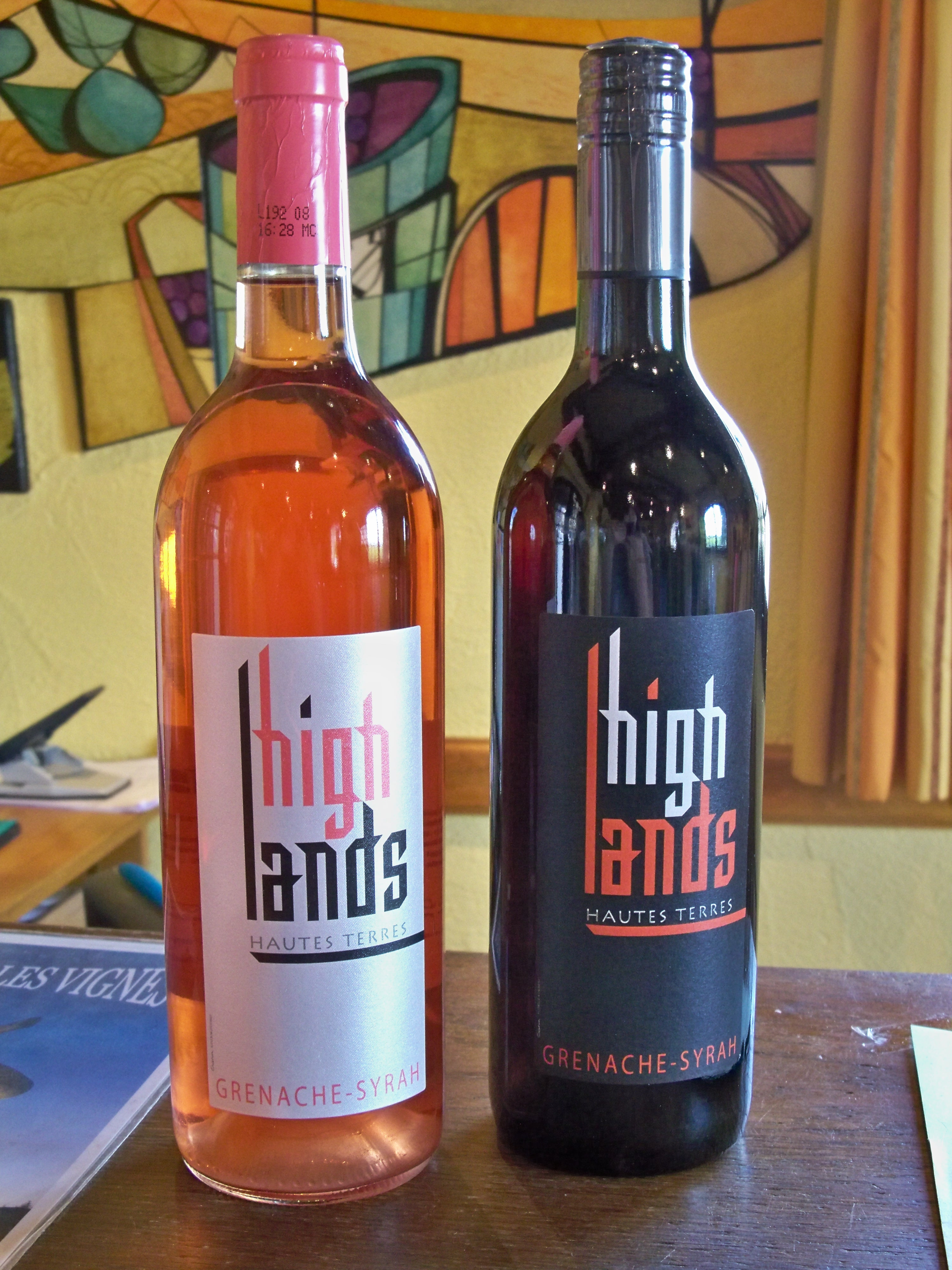
AOC Tricastin Hautes Terres.

Sur des sols calcaires, les vins se caractérisent par l'intensité de leurs arômes, ainsi que par leur élégance, leur rondeur et leur puissance. Ceux où domine l'argile donnent des vins plus structurés et d'une couleur soutenue. La présence de sable apporte plus de légèreté qui prédominera, celle de galets permet d'obtenir des vins plus complexes marqués par leur structure tannique et dégageant des arômes puissants.

### Encépagement
Les cépages autorisés sont grenache, syrah, carignan, cinsault, marselan, marsanne, roussanne, viognier grenache blanc et clairette. 
La spécificité du vignoble de l'appellation d'origine contrôlée grignan-les-adhémar réside dans sa forte proportion de syrah par rapport aux autres appellations de la vallée du Rhône méridionale.

### Les millésimes
Ils correspondent à ceux du vignoble de la vallée du Rhône. Ils sont notés : année exceptionnelle , grande année , bonne année ***, année moyenne **, année médiocre *.
| Caractéristiques | Article de qualité | ***                | ***                | Bon article        | Article de qualité | Bon article        | Bon article        | ***                | Bon article | Bon article        |
| Millésimes 1990 | 1999               | 1998               | 1997               | 1996               | 1995               | 1994               | 1993               | 1992               | 1991        | 1990               |
| Caractéristiques | ***                | ***                | **                 | ***                | Bon article        | **                 | **                 | **                 | ***         | Article de qualité |
| Millésimes 1980 | 1989               | 1988               | 1987               | 1986               | 1985               | 1984               | 1983               | 1982               | 1981        | 1980               |
| Caractéristiques | Article de qualité | Article de qualité | Bon article        | ***                | Article de qualité | **                 | Bon article        | ***                | Bon article | Article de qualité |
| Millésimes 1970 | 1979               | 1978               | 1977               | 1976               | 1975               | 1974               | 1973               | 1972               | 1971        | 1970               |
| Caractéristiques | Bon article        | Article de qualité | Bon article        | **                 | ***                | Bon article        | ***                | **                 | **          | Article de qualité |
| Millésimes 1960 | 1969               | 1968               | 1967               | 1966               | 1965               | 1964               | 1963               | 1962               | 1961        | 1960               |
| Caractéristiques | **                 | *                  | Article de qualité | Article de qualité | ***                | ***                | **                 | **                 | ***         | Article de qualité |
| Millésimes 1950 | 1959               | 1958               | 1957               | 1956               | 1955               | 1954               | 1953               | 1952               | 1951        | 1950               |
| Caractéristiques | Bon article        | Bon article        | Article de qualité | Bon article        | Bon article        | ***                | Bon article        | Article de qualité | **          | Article de qualité |
| Millésimes 1940 | 1949               | 1948               | 1947               | 1946               | 1945               | 1944               | 1943               | 1942               | 1941        | 1940               |
| Caractéristiques | Article de qualité | Article de qualité | Article de qualité | Bon article        | Article de qualité | **                 | Article de qualité | Bon article        | **          | **                 |
| Millésimes 1930 | 1939               | 1938               | 1937               | 1936               | 1935               | 1934               | 1933               | 1932               | 1931        | 1930               |
| Caractéristiques | *                  | Bon article        | Bon article        | ***                | **                 | Article de qualité | Article de qualité | **                 | **          | **                 |
| Millésimes 1920 | 1929               | 1928               | 1927               | 1926               | 1925               | 1924               | 1923               | 1922               | 1921        | 1920               |
| Caractéristiques | Article de qualité | Article de qualité | **                 | Bon article        | **                 | Bon article        | Bon article        | **                 | Bon article | Bon article        |
| Sources : Yves Renouil (sous la direction), Dictionnaire du vin, Éd. Féret et fils, Bordeaux, 1962 ; Alexis Lichine, Encyclopédie des vins et alcools de tous les pays, Éd. Robert Laffont-Bouquins, Paris, 1984, Les millésimes de la vallée du Rhône & Les grands millésimes de la vallée du Rhône |                    |                    |                    |                    |                    |                    |                    |                    |             |                    |

Soit sur 90 ans, 24 années exceptionnelles, 26 grandes années, 16 bonnes années, 22 années moyennes et 2 années médiocres.

## Méthode culturales et réglementaires
Le cahier des charges de l'appellation spécifie que l'écartement entre les rangées de vigne doit être supérieur à 2,5 mètres afin d'atteindre une densité de plantation supérieure à 3 300 pieds/hectare.
Afin d'atteindre un rendement de 52 hl/ha, il est préconisé une taille courte avec un maximum de 8 yeux francs par cep. Seule la taille longue est admise pour les cépages viognier et syrah plantés avant 1980. Dans les deux cas, il doit y avoir au maximum 50 000 yeux à l’hectare.

## Gastronomie

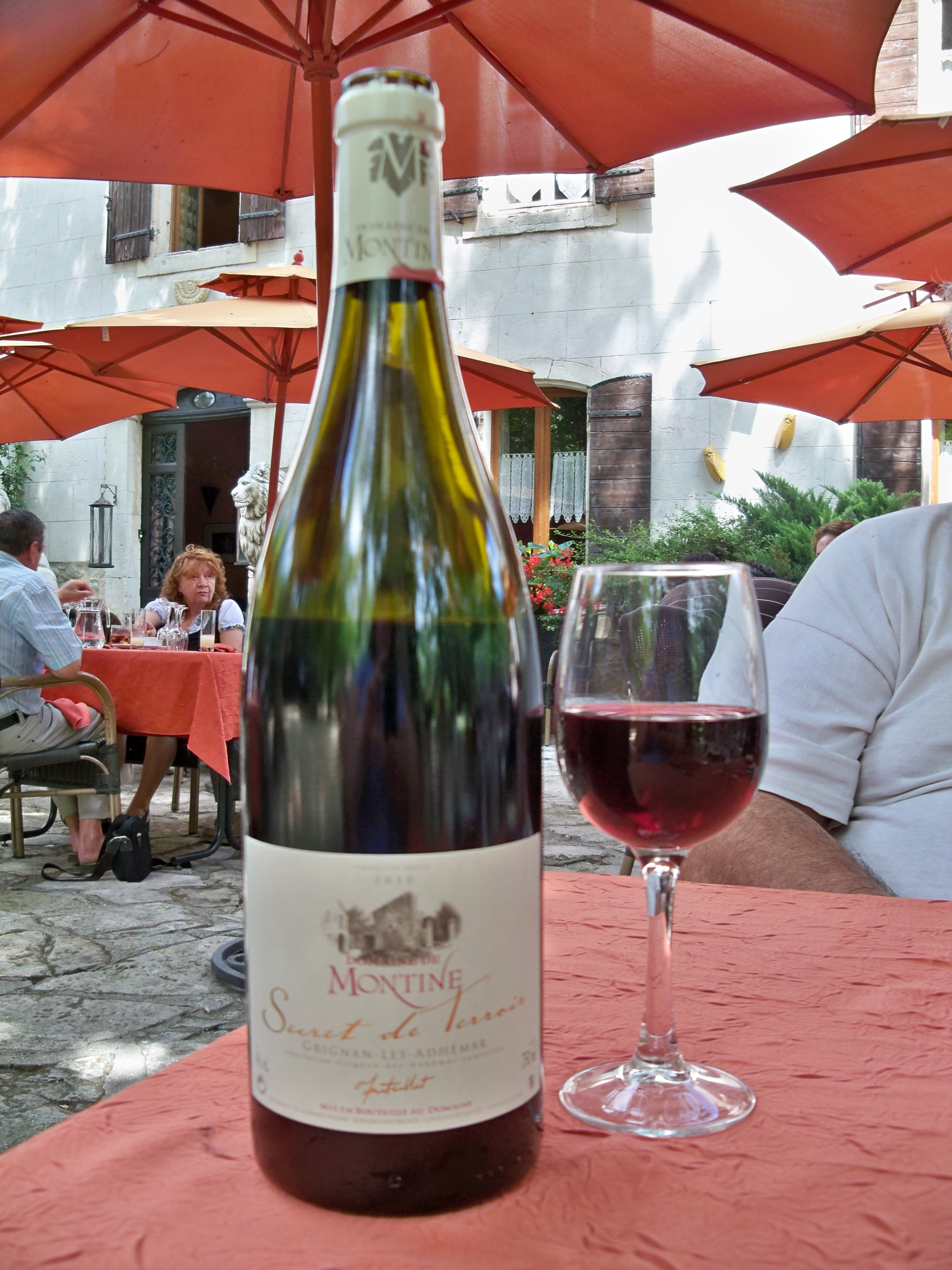
Domaine de Montine, AOC Grignan-les-adhémar.

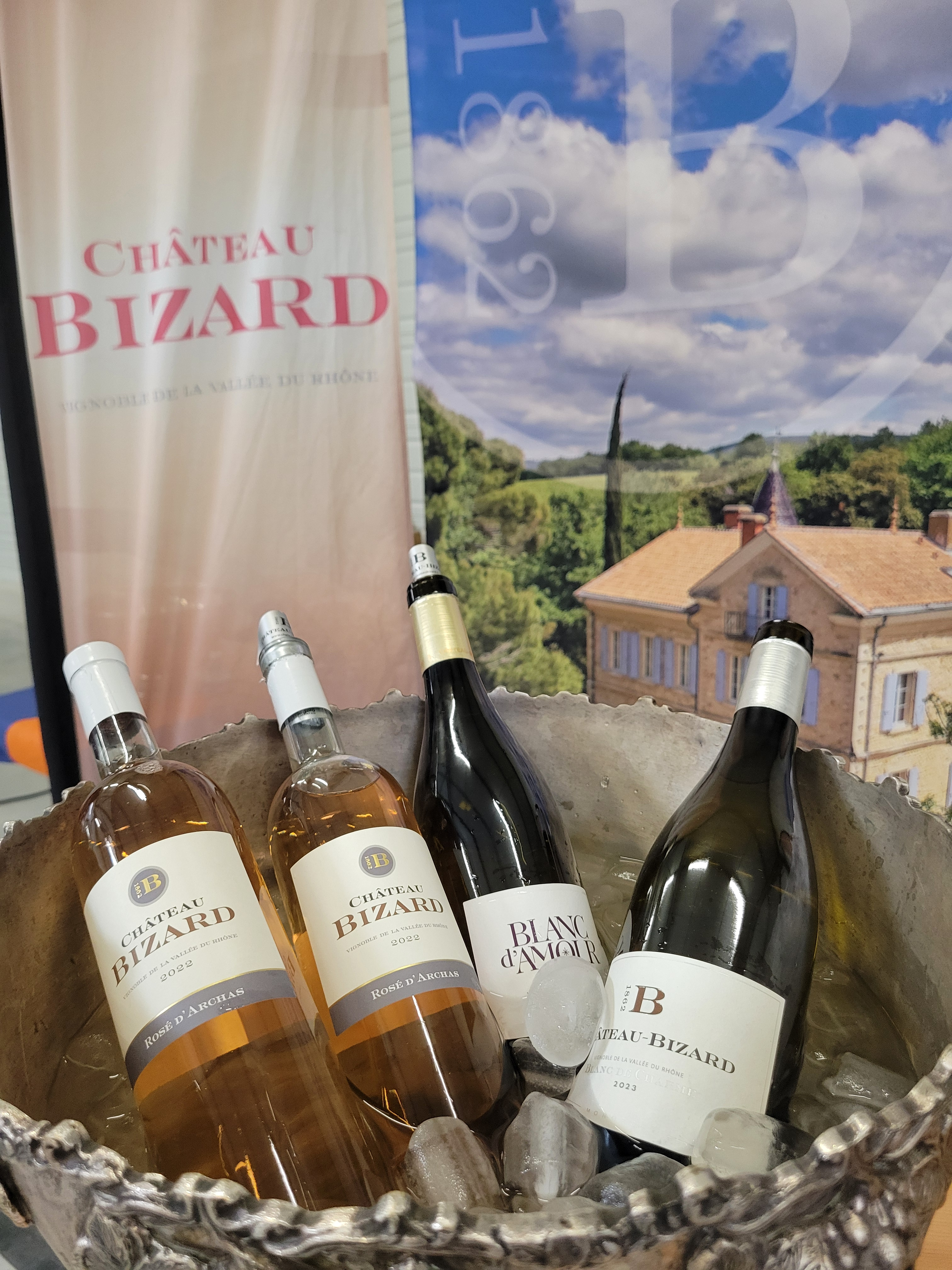
Château Bizard, AOC Grignan-les-Adhémar

Les vins rouges (95 % de la production), avec leur robe intense, sont recommandés dans l'accompagnement des viandes rouges, du gibier ou de fromages de caractère. Il est conseillé de les déguster à une température de 16 à 18 °C. Ils se gardent entre 3 et 8 ans. Ils présentent à l'agitation un nez de fruits rouges et d'épices qui évolue avec l'âge vers des arômes d'anis, de réglisse et de cuir. En bouche, ces vins possédant, sont en rondeur et en onctuosité. 
Les vins rosés accompagnent agréablement de la charcuterie et des poissons, se gardent 1 à 2 ans et se servent entre 10 et 12 degrés. La robe rosée de ces vins peut se décliner du saumoné au rose soutenu des akènes de cynorrhodon. Leur nez, aux nuances complexes de fruits rouges, évolue vers des notes moelleuses de fruits à noyau et d’amandes, tandis que leur bouche ample et ronde révèle des touches épicées. 
Les vins blancs s'accordent bien avec des poissons et peuvent être servis en apéritif. Leur température de service se situe entre 13 et 14 degrés, leur durée de garde est de 1 à 2 ans. Les vins blancs, revêtus d'une élégante robe jaune pâle, proposent une palette florale allant du narcisse au chèvrefeuille en passant par la fleur de vigne. Ils se caractérisent par une bouche ample.

## Confrérie des Vignerons du Tricastin

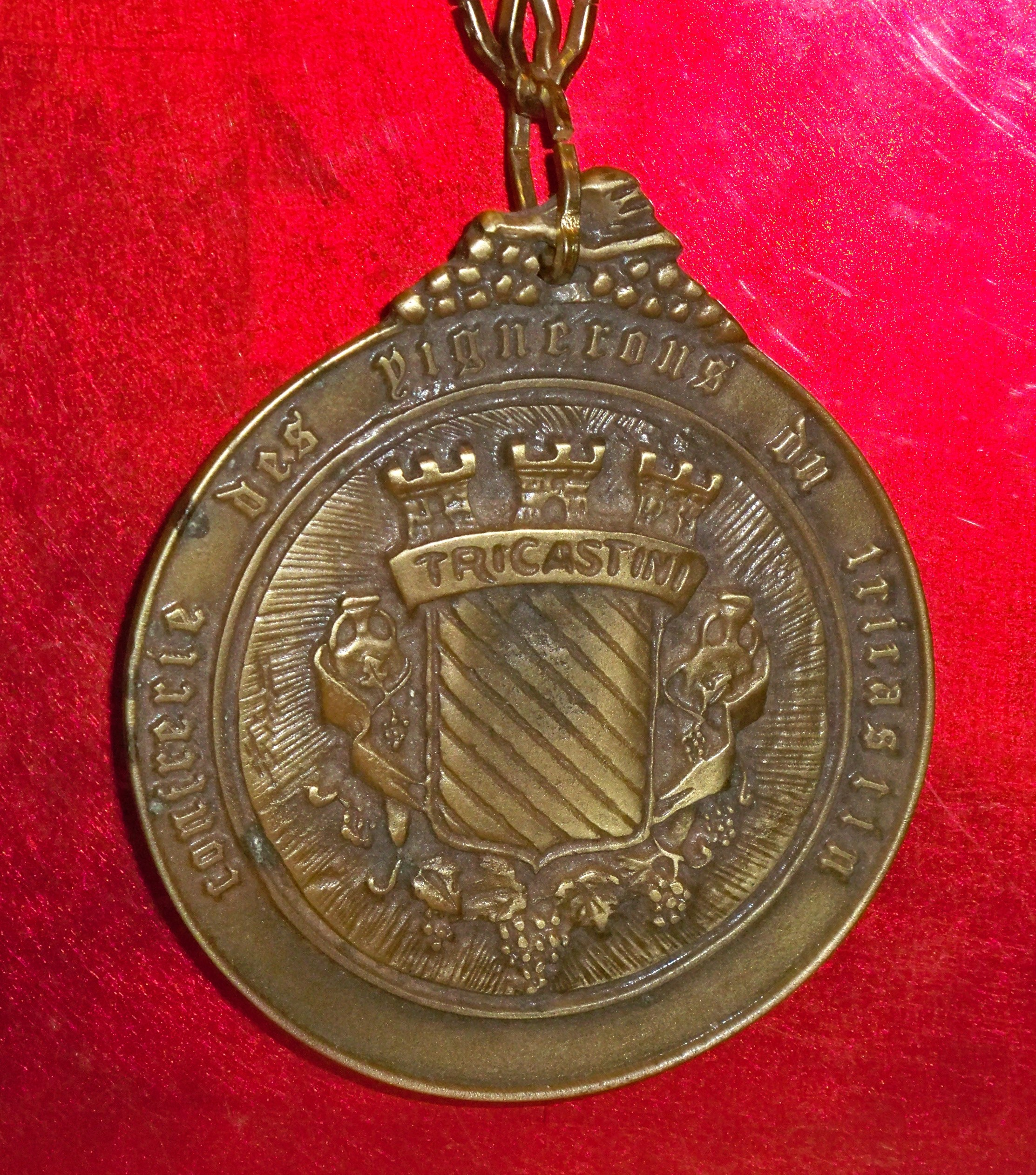
Médaille de la Confrérie des Vignerons du Tricastin.

Les membres de la Confrérie des Vignerons, capés et coiffés d'or et d'azur se veulent les héritiers de la confrérie « Saint-Vincent » qui avait été fondée à Donzère au XIVe siècle. Ils se réunissent pour leurs chapitres au château de Grignan, où a été établi le siège de la confrérie. Leur devise a été reprise d'une des maximes de Madame de Sévigné « May d'honneur que d'honneur ».

## Fête de la truffe et des vins
Depuis 1986, la commune de Saint-Paul-Trois-Châteaux organise chaque année une Fête de la Truffe et des Vins au cours de laquelle se déroulent des dégustations dans le cadre d'un salon des vins, ainsi qu'une intronisation de personnalités par la confrérie. Celles-ci, comme tous les visiteurs, peuvent tout au long de la journée déguster de l'omelette aux truffes.